# Dennis McDermott
Dennis McDermott (né le 3 novembre 1922 – mort le 13 février 2003) est un syndicaliste canadien. Il a dirigé la branche canadienne de l'United Auto Workers (UAW) de 1968 à 1978 et a été président du Congrès du travail du Canada (CTC) de 1978 à 1986.

## Biographie
Né à Portsmouth, McDermott immigre au Canada en 1948. Il s'établit à Toronto, où il travaille comme assembleur et soudeur à l'usine Massey-Harris. Il commence à travailler à temps plein pour les Travailleurs canadiens de l'automobile (TCA) en 1954.
Il est élu directeur des TCA en 1968. Il devient vice-président international du syndicat en 1970 ainsi que vice-président du Congrès du travail du Canada. En 1978, il quitte les TCA pour devenir président du CTC.
Après avoir quitté le CTC, McDermott est nommé ambassadeur du Canada en Irlande en 1986. Il occupe le poste jusqu'en 1989.

## Militantisme
McDermott est un militant des droits civils et libertés publiques. Il rejoint le Joint Labour Committee to Combat Racial Intolerance peu après son arrivée au Canada, où il travaille à promouvoir le premier texte de droits de l'homme de l'Ontario. Plus tard, il est sur l'exécutif de l'Association canadienne des libertés civiles. 
Au cours des années 1960 et 1970, il mène les TCA à soutenir le boycott du raisin californien. Il mène également, en 1975, une campagne contre la politique salariale du gouvernement Trudeau. 
Partisan du Nouveau Parti démocratique, McDermott a orienté les actions du CTC afin de soutenir ce parti lors de l'élection fédérale canadienne de 1979.
En 1981, sous la direction de McDermott, le CTC organise une manifestation de 100 000 personnes contre les politiques économiques du gouvernement fédéral.